# Apollo 10
Apollo 10 var den fjerde bemandede mission i Apollo-programmet, og den første, der blev opsendt fra affyringsplatform 39B på Kennedy Space Center. Anden bemandede rumskib i kredsløb om Månen. Afprøvede månelandingsfartøjet i kredsløb om Månen.
Den 22. maj 1969 var Apollo 10s månelandingsfartøj nede i en højde på 15.400 meter over Månens overflade.
Kommandomodulet er udstillet på Science Museum i London. Månelandingsfartøjets beboelsesmodul er i kredsløb om Solen, mens landingsstellet styrtede ned på Månen.

## Besætning
- Thomas Stafford, kaptajn
- John W. Young, kommandomodulpilot
- Eugene Cernan, pilot på månelandingsfartøj

## Kaldenavne
Kommandomodul: Charlie Brown (Søren Brun)

Månelandingsfartøj: Snoopy (Nuser)